# Prionomyrmex longiceps
Prionomyrmex longiceps é uma espécie de formiga do gênero Prionomyrmex, pertencente à subfamília Prionomyrmecinae.